# Lygodium oligostachyum
Lygodium oligostachyum är en ormbunkeart som först beskrevs av Carl Ludwig Willdenow, och fick sitt nu gällande namn av Nicaise Augustin Desvaux. Lygodium oligostachyum ingår i släktet Lygodium och familjen Lygodiaceae. Inga underarter finns listade.